# Turecko na Letních olympijských hrách 1988
Turecko se účastnilo Letní olympiády 1988 v jihokorejském Soulu. Zastupovalo ho 41 sportovců (36 mužů a 5 žen) v 9 sportech.

## Medailisté
| Medaile | Jméno             | Sport    | Soutěž                   |
| ------- | ----------------- | -------- | ------------------------ |
| Zlato   | Naim Süleymanoğlu | Vzpírání | Muži do 60 kg            |
| Stříbro | Necmi Gençalp     | Zápas    | muži volný styl do 82 kg |